# 레이지 (비디오 게임)
레이지(Rage)는 이드 소프트웨어가 개발하고 베데스다 소프트웍스가 배급한 1인칭 슈팅 비디오 게임으로, 2011년 10월 마이크로소프트 윈도우, 플레이스테이션 3, 엑스박스 360용으로, 2012년 2월 OS X용으로 출시되었다. 2007년 애플 세계 개발자 회의의 기술 데모였으며 퀘이크콘에서 발표되었다. 레이지는 이드 소프트웨어의 이드 테크 5 게임 엔진을 사용하며 창립자 존 카맥의 감독하에 회사가 출시한 최종 게임이다.
레이지는 소행성 99942 아포피스가 지구에 충돌한 이후의 종말 이후 가까운 미래를 배경으로 한다. 플레이어는 지하 대피소에서 동면 상태에 있던 군인 니콜라스 레인(Nicholas Raine)을 조종하게 된다. 그는 100년 후 황무지로 모습을 드러내고, The Authority로 알려진 억압적인 조직에 의해 수배당하게 된다. 이 게임은 영화 매드 맥스 2 및 듀크 뉴켐, 폴아웃 및 보더랜드와 같은 비디오 게임과 유사한 것으로 설명되었다.
레이지는 주로 긍정적인 평가를 받았으며, 평론가들은 게임의 전투 메커니즘, 게임 플레이 및 그래픽을 칭찬하는 동시에 스토리, 캐릭터 및 방향성이 부족하다는 점을 비판했다. 속편인 레이지 2(Rage 2)가 2019년 5월 14일 출시되었다.